# Santa María de Guía de Gran Canaria
Santa María de Guía de Gran Canaria är en kommun i Spanien. Den ligger i den autonoma regionen Kanarieöarna i sydvästra delen av landet, 1 700 km sydväst om huvudstaden Madrid. Antalet invånare är 14 135 (2024). Arean är 42,62 kvadratkilometer. Santa María de Guía de Gran Canaria ligger på ön Gran Canaria i ögruppen Kanarieöarna. Santa María de Guía de Gran Canaria gränsar till Gáldar och Moya.